# De Moerbei
De Moerbei is een restaurant in het centrum van Warmond. Het restaurant heeft sinds 2009 een Michelinster. De Chef-kok is Michael Corpel en de gastheer is Frank de Haas.
Het restaurant is gevestigd in een oude boerenhoeve die op de lijst van rijksmonumenten (nr. 38286) staat.